# メルクリウスとアルゴス (ベラスケス)
『メルクリウスとアルゴス』(西: Mercurio y Argos、英: Mercury and Argus) は、バロック期のスペインの巨匠ディエゴ・ベラスケスが1659年ごろ、キャンバス上に油彩で描いた絵画である。画家の最後の作品の1つで、ギリシア神話の神メルクリウスの逸話を主題としている。絵画は本来、マドリードの旧王宮に所蔵されていたが、1734年の火災で損傷を蒙り、上下の縁に細長いキャンバスが付け足された。1819年にマドリード王宮から移され、以来、プラド美術館に所蔵されている。

## 主題
本作は、旧王宮の「鏡の間」に『マルシュアスの皮を剥ぐアポロン』、『ヴィーナスとアドニス』、『アモールとプシュケ』とともに飾られていたが、それらは1734年の火災ですべて焼失した。唯一現存しているこの作品の主題は、オウィディウスの『変身物語』から採られている。美しい娘イオの虜となったユピテルは、妻ユノに秘密がばれるのを恐れ、彼女を牝牛に変えた。ユノはユピテルから強引にこの牝牛を譲り受け、ペロポネソスの町アルゴス出身の王子アルゴスに見張り番をさせた。彼は100個の目を持っていたが、そのうちの50個はいかなる時でも開いていたからである。イオの悲しみを哀れんだユピテルの命で、伝令の神メルクリウスが地上に降りた。彼は葦笛を吹き、魔法の杖でアルゴスを眠らせて退治し、イオを救い出した。その後、ユノは、殺されたアルゴスの目を自らの聖鳥クジャクの尾羽の上にまき散らした。

## 作品

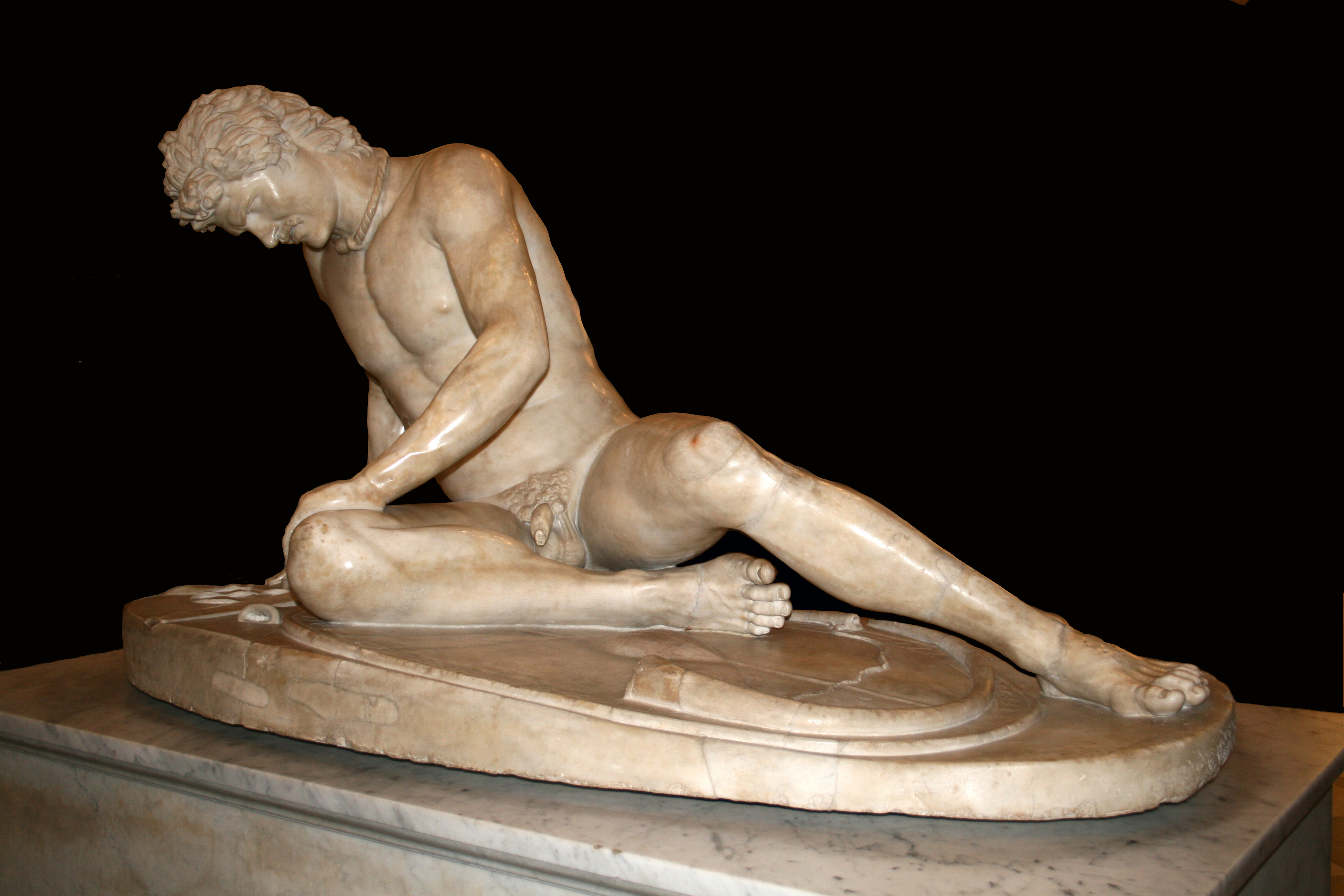
『瀕死のガリア人』 カピトリーノ美術館、ローマ

画面の左側にいるのは、羽根の付いた帽子を被り、左手の横に葦笛を持っているメルクリウスで、右側に描かれているのはアルゴスである。場面は、メルクリウスの仕業でアルゴスが眠りに陥った瞬間である。ベラスケスは、この神話の超自然的な出来事を圧倒的な迫真性を備えた現実的情景に変貌させている。情景の中の2人は、鑑賞者をスペインのピカレスク小説と思われる世界に誘い込む。『黄金時代」のスペインの民衆の貧困と飢えは日常生活における浮浪者の蔓延をもたらしたが、彼らはピカレスク小説の中で名誉ある特別な地位を与えられた。ベラスケスは同時代の作家や詩人がペンで彼らを表現したように、比類ない絵筆で彼らを表現しようとしたのである。
横長の画面に広がる2人の人物像の特徴的なポーズは、ベラスケスがローマから持ち帰った古代彫刻『瀕死のガリア人』 (カピトリーノ美術館、ローマ) に触発されている。なお、本来、窓と窓の間の逆光を受ける場所に掲げるためか、作品に用いられている逆光という手法と微妙な明暗効果は写実主義を高めている。作品はまた、印象派を先取りする大胆な省略法で描かれており、画家の晩年様式を示す貴重な絶筆だとみなしてよい。